# Scellino keniota
Lo Scellino keniota è la valuta ufficiale del Kenya ed è composta da 100 centesimi. Il codice ISO 4217 è KES, ma spesso è usato anche il codice KSH.

## Storia
Lo Scellino keniota ha sostituito nel 1966 lo Scellino dell'Africa Orientale. Lo Scellino keniota è una delle monete più forti nell'Africa Orientale, infatti viene spesso usata in nazioni limitrofe come la Somalia e il Sudan meridionale.

## Monete
Le prime monete erano da 1, 5, 10, 25, 50 centesimi e 1 scellino.
Nel 1995 le monete subirono un restyling. La nuova serie era composta da 10, 50 centesimi e 1, 5, 10, 20 scellini.
Attualmente circolano quelle di ottone da 50 centesimi e da 1 scellino. Quelle da 5, 10 e 20 scellini sono invece bimetalliche.

## Banconote
Fino al 1985 quella da 5 scellini, fino al 1995 quella da 10 e fino al 1998 quella da 20.
Attualmente circolano banconote da 50, 100, 200, 500 e 1000 scellini.
A ottobre 2019 le banconote di tutti i tagli con le storiche immagini dei presidenti vengono poste fuori corso e sostituite con banconote con styling moderno e contraddistinto dalle immagini dei “big five” della savana.